# Rhinocricus goeldi
Rhinocricus goeldi är en mångfotingart som beskrevs av Henri W. Brölemann. Rhinocricus goeldi ingår i släktet Rhinocricus och familjen Rhinocricidae. Inga underarter finns listade i Catalogue of Life.